# F-42A
ドコモ らくらくホン らくらくスマートフォン F-42A（ドコモ らくらくホン らくらくスマートフォン エフ ヨンニー エー）は、富士通コネクテッドテクノロジーズ（現・FCNT）が開発したNTTドコモの第3.9世代移動通信システム（Xi）と第3世代移動通信システム（FOMA）のデュアルモード端末である。ドコモ らくらくホンの一つ。

## 概要
本端末は2019年2月に発売されたらくらくスマートフォンme F-01L（以下、F-01L）の後継機種となる。

## 特徴・機能
本端末では、「らくらくスマートフォン」オリジナルのホーム画面・入力方式・操作感に加え、一般的なスマートフォンに近い操作を可能にする「スマホかんたんモード」が搭載され、設定すると、ホーム画面は使用頻度が高いアプリや連絡先（ワンタッチダイヤル）の貼り付けやアプリの並び替え、ウィジェットの貼り付けが可能で、スライド操作が横方向となる「スマホかんたんホーム」に、文字入力がキーを押して上下左右にフリックして（指をはらって）入力し、選択したキーを押し続けると十字のナビ表示が現われてフリックする方向の確認が可能で、さらに長押しすると十字のナビが指を離しても表示が固定され、入力をサポートする「らくらくフリック入力」となり、それに伴って「らくらくタッチ」（触れると押すの違いをしっかりと区別して、押し間違いや押しにくいボタンを事前に察知して操作をサポートする「らくらくスマートフォン」シリーズ特有のタッチ操作機能）が無効化される。
F-01Lで搭載されたアプリ「ララしあコネクト」で管理する健康サポート機能には、復活した東海道五十三次を歩く機能や認知機能低下リスクの予測、認知機能テスト（有料となるが、テストの一部は無料体験可能）による脳の健康ケアに関する機能や、血圧計の画面をカメラ機能を利用して読み込むだけでグラフやカレンダーに記録される血圧管理機能が追加され、背面のセンサーではF-01Lの血管年齢測定に加え、深呼吸のアシストも可能となった。
防水（IPX5/IPX8）・防塵（IP6X）性能、アメリカ国防総省の納品用規格であるMIL規格23項目に準拠する耐久性能があり、F-01Lでも対応していた国内メーカー製の家庭用泡タイプのハンドソープや家庭用液体タイプの食器用洗剤を用いた丸洗いに加え、アルコール（エタノール）の消毒液やウエットティッシュ（塩素や塩素系添加物(二酸化塩素やベンザルコニウムクロリドなど)を含まないものに限る）を用いた拭き取りも可能となった（拭き取り後、水拭きをして液剤を取り除く必要がある）。
また、トップ画面やホーム画面時にカメラキーを長押しすることで事前に設定したアプリ（d払い等のQR・バーコード決済やカメラなど）が起動される「かんたんアプリ起動」が搭載された。

## 歴史
- 2020年
  - 9月15日 - 開発並びに発売日を発表[3]。
  - 9月23日 - 発売。

## アップデート
最新のアップデートを適用すると、過去に行われた不具合改善やセキュリティパッチ更新に関するすべてのアップデートが適用される。ただし、最新のアップデートを適用するには、2021年10月28日のソフトウェアアップデートを済ませる必要がある。
2020年11月16日のアップデート
- ワンタッチダイヤルの不具合（起動しない場合がある）が改善される
- 「スマホかんたんホーム」の不具合（「メール」・「電話」・「電話帳」アプリをシートからはがすと、再度貼り付けができない場合がある）が改善される
- ブラウザの不具合（「画面内を全て読み上げ」を実行しても読み上げが途中で止まる場合がある、ごく薄く青くなる場合がある）が改善される
- セキュリティ更新が行われ、設定メニューのセキュリティパッチレベルが2020年10月となる
- ビルド番号がV13R050AからV15R053Bに変更される

2020年12月21日のアップデート
- 電話帳の不具合（新規登録や修正を行うとエラーが表示される場合がある）が改善される
- セキュリティ更新が行われ、設定メニューのセキュリティパッチレベルが2020年12月となる
- ビルド番号がV15R053BからV16R054Aに変更される

2021年2月24日のアップデート
- キャッチホンの不具合（聞こえづらい場合がある）が改善される
- 端末起動の不具合（SDカードを挿入した状態では起動できない場合がある）が改善される
- セキュリティ更新が行われ、設定メニューのセキュリティパッチレベルが2021年2月となる
- ビルド番号がV16R054AからV17R055Dに変更される

2021年4月21日のアップデート
- 端末起動の不具合（SDカードを挿入した状態では起動できない場合がある）が改善される
- セキュリティ更新が行われ、設定メニューのセキュリティパッチレベルが2021年4月となる
- ビルド番号がV17R055DからV19R057Aに変更される

2021年6月28日のアップデート
- 認知機能に関するアプリ名および機能名の一部表記が変更される
- トップ画面の当月のカレンダー、スケジュール/メモ、目覚ましにおける祝日情報が改善される
- 音声通話の不具合（着信ができず、着信履歴も残らない場合がある）が改善される
- セキュリティ更新が行われ、設定メニューのセキュリティパッチレベルが2021年6月となる
- ビルド番号がV19R057AからV20R058Bに変更される

2021年8月19日のアップデート
- 品質改善が行われる
- セキュリティ更新が行われ、設定メニューのセキュリティパッチレベルが2021年8月となる
- ビルド番号がV20R058BからV21R060Aに変更される

2021年9月21日のアップデート
- 品質改善が行われる
- ビルド番号がV21R060AからV22R061Cに変更される

2021年10月28日のアップデート
- 「安心データ保存」のバックアップ機能（今すぐ/定期）に「通知音設定」が追加される
- セキュリティ更新が行われ、設定メニューのセキュリティパッチレベルが2021年10月となる
- ビルド番号がV22R061CからV23R063Bに変更される

2022年1月5日のアップデート
- 「認知機能テスト」アプリが更新され、「みんなで脳力ストレッチング」が追加される
- セキュリティ更新が行われ、設定メニューのセキュリティパッチレベルが2021年12月となる
- ビルド番号がV23R063BからV23R064Bに変更される

2022年3月9日のアップデート
- Google検索の不具合（文字の入力や削除の際、特定の英文を音声読み上げする場合がある）が改善される
- セキュリティ更新が行われ、設定メニューのセキュリティパッチレベルが2022年2月となる
- ビルド番号がV24R064BからV26R066Aに変更される